# 利奥波德·斯塔夫
利奥波德·亨利克·斯塔夫（波蘭語：Leopold Henryk Staff，1878年11月14日—1957年5月31日）是波兰诗人，欧洲现代主义的代表人物之一。在华沙和克拉科夫的大学两次获得荣誉博士学位。他曾由波兰笔会提名为诺贝尔文学奖候选人。他是青年波兰文艺运动中古典主义和象征主义诗歌的代表，受尼采哲学、方济各会理想和基督教悖论的影响。